# Трейси Полън
Трейси Джо Полън (родена на 22 юни 1960) е американска актриса, известна с ролята си на Елън Рийд в ситкома „Семейни връзки“. Там се запознава със съпруга си актьора Майкъл Джей Фокс, с когото имат четири деца.

## Личен живот
Полън е родена в Лонг Айлънд. Тя има две сестри и един брат.
Трейси и Майкъл Джей Фокс са женени от 16 юли 1988 година в Уест Маунтин Ин в Арлингтън, Вермонт. Двамата имат четири деца: Самюъл Майкъл (роден на 30 май 1989 г.), близначките Акуина Катлийн и Шуйлър Франсис (родени на 15 февруари 1995 г.), и Есме Анабел (родена на 3 ноември 2001 г.).

## Награди
Номинирана за награда Еми през 2000 г. за ролята си в драматичния сериал „Закон и ред“.